# 阿茲特克洛奇 (亞利桑那州)
阿茲特克洛奇（英語：Aztec Lodge）是位於美國亞利桑那州希拉縣的一個非建制地區。該地的面積和人口皆未知。

## 地理
阿茲特克洛奇的座標為33°50′42″N 110°58′08″W / 33.84500°N 110.96889°W，而該地的平均海拔高度為1681米（即5515英尺）。